# Olympische Sommerspiele 1960/Teilnehmer (Luxemburg)
| Gelbes Symbol für Goldmedaillen mit stilisierten Olympischen Ringen | Graues Symbol für Silbermedaillen mit stilisierten Olympischen Ringen | Braundes Symbol für Bronzemedaillen mit stilisierten Olympischen Ringen |
| ------------------------------------------------------------------- | --------------------------------------------------------------------- | ----------------------------------------------------------------------- |
| —                                                                   | —                                                                     | —                                                                       |

Luxemburg nahm an den Olympischen Sommerspielen 1960 in der italienischen Hauptstadt Rom mit 52 Sportlern, 47 Männer und fünf Frauen, teil.
Seit 1900 war es die zehnte Teilnahme Luxemburgs bei Olympischen Sommerspielen.

## Teilnehmer nach Sportarten

### Boxen
- Raymond Cillien
Halbschwergewicht (bis 81 Kilogramm): 9. Platz
- René Grün
Weltergewicht (bis 67 Kilogramm): 17. Platz
- Robert Rausch
Fliegengewicht (bis 51 Kilogramm): 17. Platz
- Charles Reiff
Bantamgewicht (bis 54 Kilogramm): 17. Platz
- François Sowa
Halbweltergewicht (bis 63,5 Kilogramm): 33. Platz

### Fechten
- Édouard Didier
Florett, Einzel: 1. Runde
Florett, Mannschaft: 9. Platz
- Edmond Gutenkauf
Degen, Einzel: 2. Runde
Degen, Mannschaft: 5. Platz
- Rodolphe Kugeler
Degen, Mannschaft: 5. Platz
- Jean Link
Florett, Einzel: 2. Runde
Florett, Mannschaft: 9. Platz
- Jean-Paul Olinger
Florett, Mannschaft: 9. Platz
- Robert Schiel
Florett, Einzel: 1. Runde
Florett, Mannschaft: 9. Platz
Degen, Einzel: 1. Runde
Degen, Mannschaft: 5. Platz
- Édouard Schmit
Degen, Mannschaft: 5. Platz
- Roger Theisen
Florett, Mannschaft: 9. Platz
Degen, Einzel: 1. Runde
Degen, Mannschaft: 5. Platz
- Colette Flesch
Frauen, Florett, Einzel: 1. Runde
- Ginette Rossini
Frauen, Florett, Einzel: 1. Runde

### Gewichtheben
- Roger Hippertchen
Leichtgewicht (bis 67,5 Kilogramm): 24. Platz
- Henri Mersch
Schwergewicht (über 90 Kilogramm): 16. Platz

### Kanu
- André Conrardy
Einer-Kajak 1000 Meter: Viertelfinale
- Marcel Lentz
Zweier-Kajak 1000 Meter: Viertelfinale
- Léon Klares
Zweier-Kajak 1000 Meter: Viertelfinale

### Leichtathletik
- Jean Aniset
5000 Meter: Vorläufe
- Roger Bofferding
200 Meter: Vorläufe
4 × 400 Meter: Verläufe
- Norbert Haupert
800 Meter: Vorläufe
4 × 400 Meter: Verläufe
- Felix Heuertz
400 Meter: Vorläufe
4 × 400 Meter: Verläufe
- Ramon Humbert
4 × 400 Meter: Verläufe
- Charles Sowa
20 Kilometer Gehen: 18. Platz
50 Kilometer Gehen: 21. Platz

### Radsport
- René Andring
Straßenrennen: 25. Platz
Mannschaftszeitfahren: 22. Platz
- Raymond Bley
Mannschaftszeitfahren: 22. Platz
- Louis Grisius
Straßenrennen: DNF
Mannschaftszeitfahren: 22. Platz
- Robert Hentges
Straßenrennen: 14. Platz
- Nicolas Pleimling
Mannschaftszeitfahren: 22. Platz
- Roger Thull
Straßenrennen: 51. Platz

### Ringen
- Bernard Philippe
Griechisch-römischer Stil, Weltergewicht (bis 73 Kilogramm): 20. Platz
- Jean Schintgen
Griechisch-römischer Stil, Bantamgewicht (bis 62 Kilogramm): 22. Platz
- François Schlechter
Griechisch-römischer Stil, Bantamgewicht (bis 57 Kilogramm): 28. Platz
- Raymond Schummer
Griechisch-römischer Stil, Mittelgewicht (bis 79 Kilogramm): 21. Platz

### Schießen
- Marcel Chennaux
Trap: in der Qualifikation ausgeschieden
- François Fug
Freie Scheibenpistole: 51. Platz
- Aloyse Knepper
Trap: in der Qualifikation ausgeschieden
- Victor Kremer
Kleinkaliber Dreistellungskampf: 69. Platz in der Qualifikation
Kleinkaliber liegend: 78. Platz in der Qualifikation

### Schwimmen
- Rudolf Muller
100 Meter Rücken: Vorläufe
- Ernest Schweitzer
200 Meter Brust: im Vorlauf disqualifiziert
- René Wagner
100 Meter Freistil: Vorläufe
- Simone Theis
Frauen, 100 Meter Rücken: Vorläufe

### Turnen
- Marcel Coppin
Einzelmehrkampf: 100. Platz
Mannschaftsmehrkampf: 17. Platz
Barren: 98. Platz in der Qualifikation
Boden: 101. Platz in der Qualifikation
Pferdsprung: 87. Platz in der Qualifikation
Reck: 86. Platz in der Qualifikation
Ringe: 111. Platz in der Qualifikation
Seitpferd: 107. Platz in der Qualifikation
- François Eisenbarth
Einzelmehrkampf: 121. Platz
Mannschaftsmehrkampf: 17. Platz
Barren: 121. Platz in der Qualifikation
Boden: 127. Platz in der Qualifikation
Pferdsprung: 119. Platz in der Qualifikation
Reck: 117. Platz in der Qualifikation
Ringe: 120. Platz in der Qualifikation
Seitpferd: 119. Platz in der Qualifikation
- Hubert Erang
Einzelmehrkampf: 119. Platz
Mannschaftsmehrkampf: 17. Platz
Barren: 116. Platz in der Qualifikation
Boden: 104. Platz in der Qualifikation
Pferdsprung: 102. Platz in der Qualifikation
Reck: 120. Platz in der Qualifikation
Ringe: 121. Platz in der Qualifikation
Seitpferd: 112. Platz in der Qualifikation
- Armand Huberty
Einzelmehrkampf: 70. Platz
Mannschaftsmehrkampf: 17. Platz
Barren: 72. Platz in der Qualifikation
Boden: 86. Platz in der Qualifikation
Pferdsprung: 63. Platz in der Qualifikation
Reck: 17. Platz in der Qualifikation
Ringe: 69. Platz in der Qualifikation
Seitpferd: 83. Platz in der Qualifikation
- Michel Kiesgen
Einzelmehrkampf: 97. Platz
Mannschaftsmehrkampf: 17. Platz
Barren: 101. Platz in der Qualifikation
Boden: 122. Platz in der Qualifikation
Pferdsprung: 111. Platz in der Qualifikation
Reck: 78. Platz in der Qualifikation
Ringe: 66. Platz in der Qualifikation
Seitpferd: 97. Platz in der Qualifikation
- Josy Stoffel
Einzelmehrkampf: 18. Platz
Mannschaftsmehrkampf: 17. Platz
Barren: 26. Platz in der Qualifikation
Boden: 46. Platz in der Qualifikation
Pferdsprung: 20. Platz in der Qualifikation
Reck: 17. Platz in der Qualifikation
Ringe: 39. Platz in der Qualifikation
Seitpferd: 18. Platz in der Qualifikation
- Liliane Becker
Frauen, Einzelmehrkampf: 98. Platz
Frauen, Boden: 101. Platz in der Qualifikation
Frauen, Pferdsprung: 83. Platz in der Qualifikation
Frauen, Schwebebalken: 90. Platz in der Qualifikation
Frauen, Stufenbarren: 104. Platz in der Qualifikation
- Yvonne Stoffel-Wagener
Frauen, Einzelmehrkampf: 106. Platz
Frauen, Boden: 105. Platz in der Qualifikation
Frauen, Pferdsprung: 107. Platz in der Qualifikation
Frauen, Schwebebalken: 111. Platz in der Qualifikation
Frauen, Stufenbarren: 109. Platz in der Qualifikation